# Labour of Love
Labour of Love es el nombre del cuarto álbum del grupo UB40. Fue editado en 1983.
Este álbum contiene versiones de éxitos de reggae que en su día fueron número 1 o muy famosos.
La banda liderada por Ali Campbell, se mantuvo muchos años en el mundo de la música, en gran parte gracias a esa mezcla de reggae y synth pop que les caracterizaba. El tema de Red Red Wine de Neil Diamond versionado por las manos de UB40 se mantuvo varias semanas en el número uno de las listas británicas.

## Lista de canciones
1. "Cherry Oh Baby" – 3:18
2. "Keep on Moving" – 4:37
3. "Please Don't Make Me Cry" – 3:26
4. "Sweet Sensation" – 3:42
5. "Johnny Too Bad" – 4:57
6. "Red Red Wine" – 5:21
7. "Guilty" – 3:16
8. "She Caught the Train" – 3:17
9. "Version Girl" – 3:27
10. "Many Rivers to Cross" – 4:31

- Datos: Q837617